# Helmut Krommer
Helmut Hermann Krommer (geboren  17. September 1891 in Troppau, Österreichisch-Schlesien, Österreich-Ungarn; gestorben 6. Juni 1973 in Dobbs Ferry) war ein österreichischer, tschechoslowakisch-US-amerikanischer Maler und Grafiker.

## Leben
1910 legte Krommer am k.k. Staatsobergymnasium in Troppau die Matura ab und diente anschließend als Einjährig-Freiwilliger beim k.u.k. Infanterie-Regiment Nr. 1 in Troppau und Mostar (Herzegowina).
Nach seiner Militärzeit begann er 1911 an der Universität Wien ein Studium der Kunstgeschichte. Schon nach einem Jahr brach er dieses ab und wechselte an die juristische Fakultät der Deutschen Universität in Prag.  Auch dieses Studium brach Krommer nach kurzer Zeit ab. Anschließend bewarb er sich an der k. k. Akademie der bildenden Künste in Wien und wurde dort im Herbst 1913 aufgenommen.
Gleich zu Beginn des Ersten Weltkrieges im Jahre 1914 wurde Krommer wieder zum Militär eingezogen und nahm an den Kämpfen auf dem Balkan teil. Als Oberleutnant wurde er im Dezember 1918 nach schweren Verwundungen und der spanischen Grippe aus dem Landeskrankenhaus in Troppau entlassen und beendete seinen Militärdienst.
Von 1919 bis 1921 setzte er seine Studien an der Badischen Landeskunstschule in Karlsruhe fort und lebte anschließend mit kurzen Unterbrechungen bis 1933 als freischaffender Maler, Grafiker und Journalist in Berlin. Auf einer Studienreise in die Slowakei lernte er 1921 Valerie Weisz (1895–1948), die Tochter eines Zahnarztes und Schwester der Künstlers Arnold Peter Weisz-Kubínčan kennen, die er ein Jahr später heiratete. Der Ehe entsprossen die beiden Töchter Barbara und Anna.
In Berlin engagierte sich Krommer in der Sozialdemokratie und zeichnete für den Vorwärts. Außerdem entwarf er Werbeplakate für den Berliner Messepalast, für die Reichsbahn-Unfallversicherung und verschiedene private Unternehmer. 1924 erhielt er ein tschechoslowakisches Staatsstipendium für eine Reise nach Italien und Griechenland, 1928 hielt er sich in Paris auf und 1932 in Riga. In jener Zeit entstanden Grafik-Zyklen und Städtemappen.
Nach der Machtübergabe an die Nationalsozialisten floh er am 1. Mai 1933 nach Prag. Nachdem die Tschechoslowakei ein Protektorat Deutschlands geworden war, gelangte er mit Unterstützung der jugoslawischen Botschaft im April 1939 nach Jugoslawien. Über Griechenland erreichte er schließlich England, wo er in Guildford wieder mit seiner Familie zusammentraf.
Nach dem Tode seiner Frau im Jahre 1948 folgte er Anfang 1951 seinen Töchtern in die USA und lebte in einfachen Verhältnissen als Kunstmaler in Boston. Ab 1954 war dort Leiter einer Malklasse an der Boston Music School. Krommer war Mitglied des „Copley Society“, eines Klubs für Malerinnen und Maler sowie Ehrenmitglied der „Boston Bookbuilders“, einer Vereinigung von Buchfachleuten, Verlegern und Druckern.  1956 erhielt er die US-amerikanische Staatsbürgerschaft.
Er war ein Großneffe des Politikers und „Bauernbefreiers“ Hans Kudlich und gab 1941 dessen unveröffentlichte Briefe heraus.

## Schriften
- Richard Woldt: Die Arbeitswelt der Technik. Illustrationen Helmut Krommer. J. H. W. Dietz Nachf., Berlin 1926.
- Prager Kirchen: Im Jahre des Katholikentages 1935 ; 20 Lithos. Mappe. Selbstverlag, Prag 1935.
- (Hrsg.): Aus unveröffentlichten Briefen des Bauernbefreiers: Verlasst das alldeutsche Narrenschiff! Hans Kudlichs politisches Testament. Verlag Einheit, London 1944.